# Ярове (Калінінградська область)
Ярове (рос. Яровое) — селище Гусєвського району, Калінінградської області Росії. Входить до складу Гусєвського міського поселення.
Населення —  15 осіб (2015 рік). 

## Населення
| 2002 | 2010 |
| ---- | ---- |
| 13   | ↗15  |